# Antropogene ramp

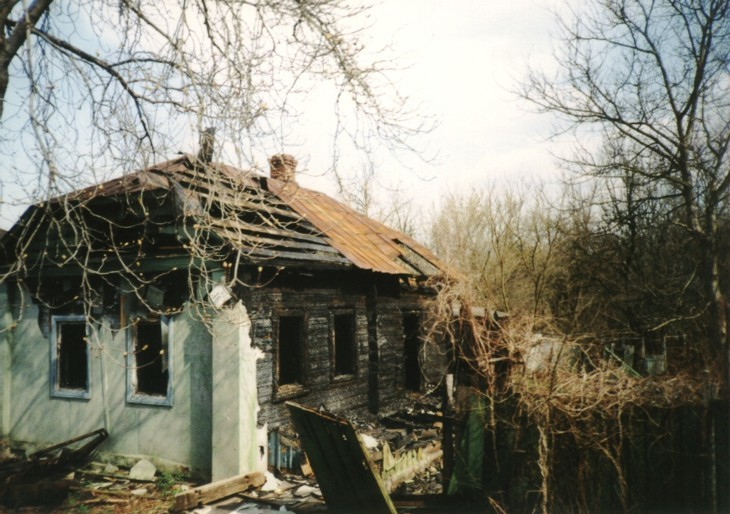
Een na een nucleaire ramp verlaten huis nabij Tsjernobyl: een ramp als gevolg van menselijk handelen

Een antropogene ramp is een ramp die is veroorzaakt door menselijk handelen of menselijke aanwezigheid. Vaak duidt men dit soort rampen aan met de Engelse term man-made disaster.
Voorbeelden van antropogene rampen zijn:
- Humanitaire rampen als gevolg van oorlog, zoals de crisis volgend op het conflict in Darfur te Soedan;
- Verkeersrampen
  - Vliegrampen, bijvoorbeeld de Bijlmerramp en de vliegtuigramp van Tenerife;
  - Treinrampen, bijvoorbeeld de treinramp bij Harmelen;
  - Scheepsrampen, bijvoorbeeld het vergaan van de Titanic en van de Herald of Free Enterprise (schip, 1980);
  - Auto-ongelukken met grote gevolgen, bijvoorbeeld zeer grote kettingbotsingen of een tunnelramp zoals in de Mont Blanctunnel in 1999;
- Mijnrampen, zoals de mijnramp Pasta de Conchos;
- Nucleaire rampen of kernrampen, bijvoorbeeld de kernramp van Tsjernobyl en het ongeval bij Three Mile Island;
- Milieurampen zoals de Modderstroom Sidoarjo;
- Explosies en ontploffingen, zoals de vuurwerkramp in Enschede, de gasexplosie Gellingen en de explosies in Gërdec;
- Branden, zoals de cafébrand Volendam.
- Menselijke stormlopen, zoals de Dodenherdenking 2010.
- Verdrukking zoals bij de toegang tot de Love Parade in Duisburg in 2010.